# Dolina Szpania

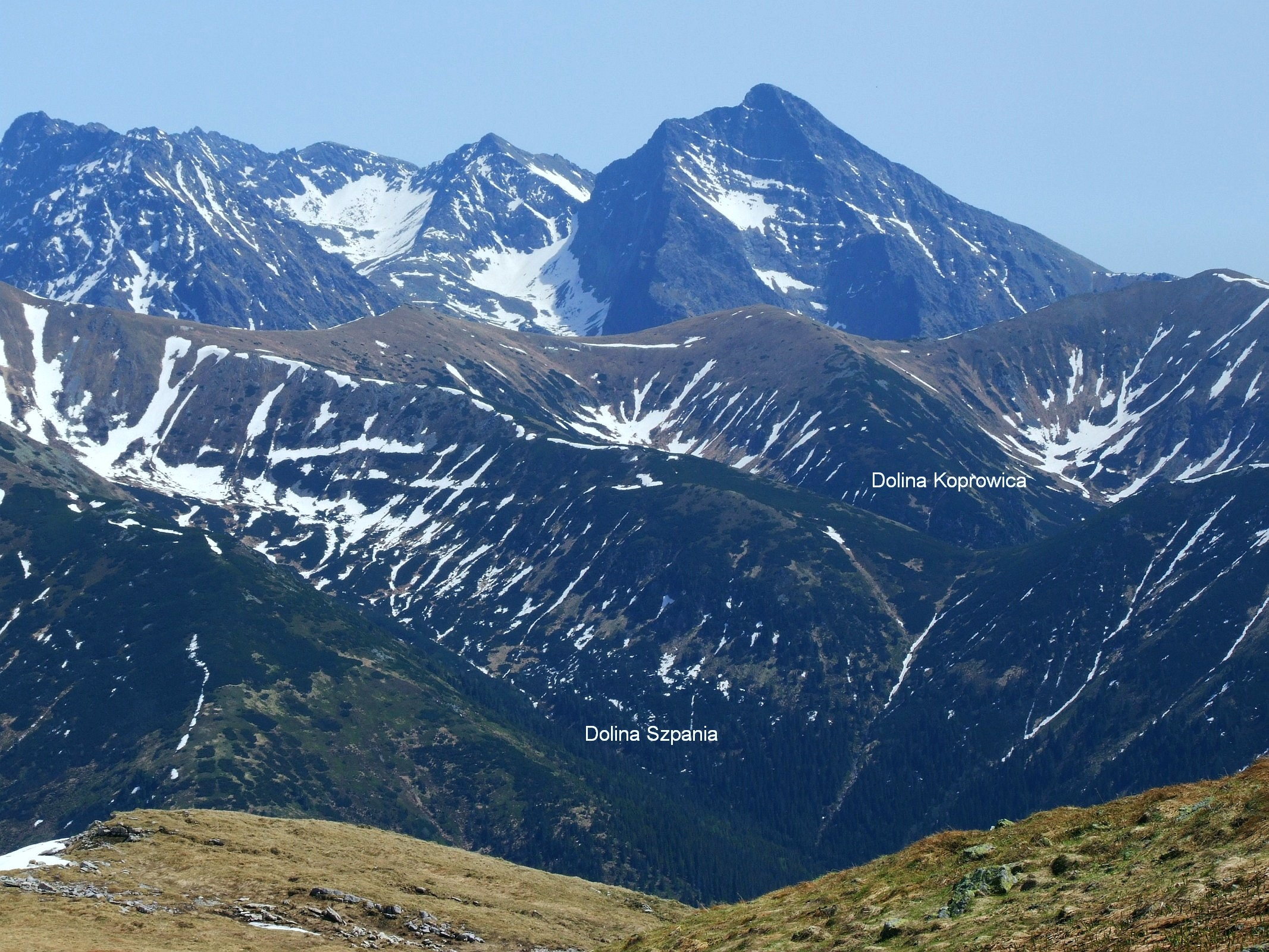
Dolina Szpania na tle Tatr Wysokich. Widok z Ciemniaka. Najwyższy szczyt to Krywań

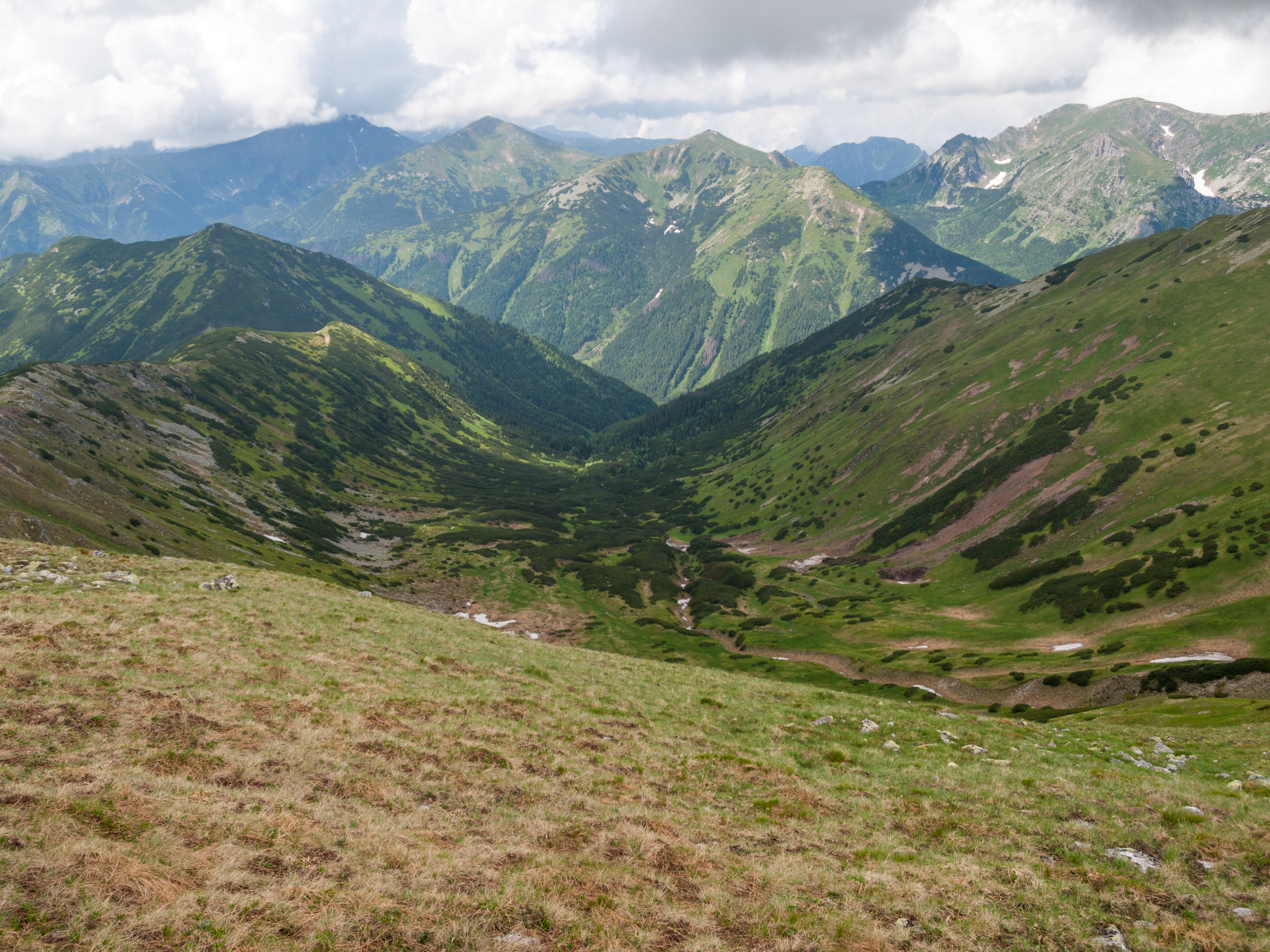
Kocioł polodowcowy w górnej części doliny. Na dalszym planie Tomanowy Wierch Polski

Dolina Szpania (słow. Špania dolina) – tatrzańska dolina położona na terenie Słowacji, odgałęzienie Doliny Cichej (Tichá dolina) odchodzące od niej w kierunku wschodnim.
Nazwa doliny pochodzi od prowadzonych w niej dawniej prac górniczych. Wydobywali w niej rudy górnicy z Bańskiej Bystrzycy. Kopalnia w tej miejscowości została z powodu nierentowności i praw własnościowych zamknięta. Górnicy przeniesieni w Tatry przez sentyment przenieśli na dolinę nazwę poprzedniej kopalni.
Dolina Szpania podchodzi pod szczyt Wielkiej Kopy Koprowej (Veľká kopa, 2052 m), której ramiona oddzielają ją od sąsiadujących z nią dolin:
- orograficznie lewe ramię przechodzi w Brdarowe Grapy (Brdárove grapy) oddzielające ją od doliny Koprowicy (Kôprovnica),
- ramię prawe to Magura Rycerowa. Oddziela Dolinę Szpanią od kilku niewielkich dolinek i żlebów. Są to kolejno od zachodu na wschód: Rakitowy Żleb (Rakitov žľab), Rycerowy Żleb (Licierov žľab), Małe Rycerowe (Predné Licierovo) i Wielkie Rycerowe (Zadné Licierovo)[3].

Przez dolinę płynie Szpani Potok (Špania voda), dopływ Cichej Wody Liptowskiej (Tichý potok). U wylotu doliny (ok. 1140 m n.p.m.) przebiega umowna granica pomiędzy Tatrami Wysokimi i Zachodnimi.
Dolina w całości leży na terenie słowackiego Tatrzańskiego Parku Narodowego. Znajduje się na obszarze ochrony ścisłej, nie prowadzą nią żadne znakowane szlaki turystyczne i dlatego jest ona niedostępna dla turystów
Dolina ta znana jest z katastrofalnych lawin. W marcu 1956 r. zeszła z niej lawina o objętości 288 tys. metrów sześciennych.